# Сюрреалістична музика
Сюрреалісти́чна му́зика (англ. Surrealist music) — напрямок у музиці, який сформувався на початок 1920-х років у Франції.
Сюрреалістична музика характеризується парадоксальним поєднанням різних музичних форм і стилів, а також використанням несподіваних звукових алюзій.
Теодор Адорно визначив сюрреалістичну музику як «поєднання історично девальвований музичних фрагментів за допомогою такого їх монтажу, що дозволяє надати їм смисли в рамках нового естетичного єдності».
Як найхарактерніші естетичні атрибуції сюрреалістичної музики критики найчастіше згадують чистий психічний автоматизм, неідіоматичну імпровізаційність і колажність.